# اختفاء أطفال عائلة سودر
اشتعل حريق في منزل عائلة سودر الواقع في الولايات المتحدة في مدينة فايتفل في عشية عيد الميلاد وتحديداً في الرابع والعشرين من شهر ديسمبر عام 1945م في الولايات المتحدة في مدينة فايتفيل في فيرجينيا الغربية وكان يسكنه آنذاك الأب جورج سودر وزوجته جيني وتسعة من أصل عشره من أطفالهم. نجا أثناء الحريق جورج وجيني وأربعة من أطفالهم ولم يتم العثور ابداً على جثث الخمسة المتبقين إذ آمن أفراد عائلة سودر لبقية حياتهم بنجاة أطفالهم الخمسة المفقودين من الحادثة.
لم تبني عائلة سودر المنزل من جديد، وحولوه بدلاً من ذلك إلى موقع تذكاري لأجل اطفالهم المفقودون. وفي عام 1950 عندما راودتهم الشكوك ان اطفالهم قد لقوا حتفهم وضعت عائلة سودر لوحة إعلانات على طول طريق الولاية 16 فيها صور لأطفالهم الخمسة وعرضوا مكافأة لأي معلومات قد تغلق ملف القضية، بقيت هذه اللوحة لوقت قصير بعد وفاة الأم جيني في أواخر عام 1980.
دعماً لاعتقادهم أن أطفالهم أحياء أشارت عائلة سودر إلى العديد من الظروف الغامضة قبل الحادثة وأثناءها، إعترض جورج على اكتشاف إدارة الإطفاء أن ما أشعل الحريق في الأصل كان الكهرباء مشيراً إلى انه قد تم مؤخرا تجديد الأسلاك وفحصها. اشتبه جورج وزوجته جيني في عصابة ارسون مما أدى إلى نظريات ان المافيا الصقلية قد اختطفت الأطفال، ربما انتقاماً لانتقادات جورج الصريحة حول بنيتو موسوليني والحكومة الفاشية في مسقط رأسه إيطاليا.
لم تتوصل جهود الحكومة والشرطة الفيدرالية في تكثيف التحقيق في القضية في بداية عام 1950 إلى أي معلومات لكن رغم ذلك استلمت العائلة فيما بعد ما قد يكون صورة لأحد الأولاد كشخص بالغ أثناء ستينات القرن الماضي. استمرت ابنتهم الناجية الوحيدة في نشر القضية بمساعدة احفادها في وسائل الاعلام والانترنت في القرن الواحد والعشرين.

## خلفية
ولد جورج سودر في إيطاليا مدينه تولا، سردينيا عام 1895 باسم جورجيو سودو، وهاجر إلى الولايات المتحدة بعد 13 عام برفقة أخيه الكبير الذي عاد إلى موطنه حالما هو وجورج تجاوزا الجمارك فيجزيرة ايليس، لم يتحدث جورج في حياته كلها عن السبب الذي دفعه إلى مغادرة موطنه حتى عندما أصبح شخصاً معروفاً.
وجد جورج أخيرا عمل في السكك الحديدية في ولاية بنسلفانيا، حاملاً المياه واللوازم الأخرى للعاملين. بعد عدة سنين أخذ جورج المزيد من العمل الدائم في سميثرز، فرجينيا الغربية كسائق وبعد عدة سنوات أخرى أنشأ جورج شركته الخاصة بالنقل بالشاحنات في البداية يملأ الأتربة إلى مواقع البناء وفيما بعد يستخرج الفحم الذي في المنطقة وبعد ذلك تزوجت جيني تشبرياني من جورج، وهي ابنة صاحب متجر كانت قد انتقلت أيضاً إلى الولايات المتحدة من إيطاليا.
استقرا الثنائي بالخارج بالقرب من مدينة فايتيفيل التي كان بها عدداً كبيراً من المهاجرين الايطاليين في منزل خشبي مؤلف من طابقين على بعد ميلين (3.2 كم) شمال المدينة. وأنجبا أول اطفالهم العشرة في عام 1923 ثم ازدهرت أعمال جورج وأصبحوا «واحدة من أكثر عائلات الطبقة المتوسطة احتراماً في الأرجاء» حسب ما قاله أحد المسؤولين المحليين. ومع ذلك، كانت لدى جورج آراء قوية حول العديد من المواضيع ولم يكن يخجل من التعبير عنها وهذا ما جعل البعض ينفر منه في بعض الأحيان وبشكل خاص عندما أدت معارضته الصارمة للديكتاتور الإيطالي بنيتو موسوليني إلى جدال حاد مع أعضاء مجتمع المهاجرين.
ولدت سيلفيا والتي هي آخر فرد من أفراد عائلة سودر في عام 1943. وكان قد غادر ثاني أكبر ابن في عائلة سودر المنزل في ذلك الوقت للخدمة في الجيش خلال الحرب العالمية الثانية. في السنة التي تليها تم خُلع مسوليني واُعدم، ولكن نقد جورج للديكتاتور السابق قد ترك بعض الضغائن، حذّر زائر مندوب مبيعاتللتأمين للحياة في أكتوبر 1945 جورج بعد أن تم رفضه قائلاً «منزلك سوف يحترق وأطفالك سوف يتدمرون» وقد عزى ذلك كله لِالآراء القذرة التي كان يقولها عن موسوليني. واغتنم زائر آخر زعم انه يبحث عن عمل الفرصة للذهاب المناسبة للخلف وحذّر جورج أن صندوقان من الصمامات الكهربائية قد «يسببان حريق يوماً ما» شعر جورج بالحيرة من هذه الملاحظات نظراً لأنه زوّد المنزل بأسلاك جديده منذ فترة قصيرة عندما تم تركيب فرن كهربائي وقالت شركة الكهرباء المحلية بعد ذلك انها كانت آمنة. وفي الأسابيع التي سبقت عيد الميلاد في تلك السنة لاحظ الابن الكبير أيضاً سيارة غريبة تقف على طول الطريق السريع الرئيسي عبر المدينة، كان راكبها يراقب أطفال عائلة سودر الصغار أثناء عودتهم من المدرسة.

## حريق المنزل عشية عيد الميلاد عام 1945م
احتفلت عائلة سودر بعشية عيد الميلاد عام 1945 وفاجأت ماريون الابنة الكبرى للعائلة والتي كانت تعمل في متجر وسط مدينة فايتفيل ثلاثة من أخواتها الأصغر سناً (مارثا التي تبلغ الثانية عشر) و (جيني التي تبلغ الثامنة) و (بيتي التي تبلغ الخامسة)  بالألعاب الجديدة التي ابتاعتها لهم كهدايا. كان الصغار متحمسين جداً إلى درجة انهم سألوا والدتهم إن كان بإمكانهم السهر لوقت متأخر.
في تمام الساعة العاشرة قالت جيني لصغارها أن بإمكانهم السهر لبعض من الوقت طالما تذكر أشقائهم الاثنان الأكبر سناً وهما ماروك البالغ من العمر 14 عاماً وأخاه لويس البالغ 9 سنوات واللذين كانا مستيقظين في تلك الساعة وضع الأبقار في الحظيرة وإطعام الدجاج قبل الذهاب إلى النوم.وكان زوجها جورج وابنيهما جون وجورج جونيور البالغين من العمر23 و 16عاماً اللذان قضيا اليوم بالعمل مع والدهم نائمين بالفعل وأخذت جيني ابنتها سيلفيا إلى الطابق العلوي للنوم بعد تذكير الأطفال بهذه المهام المتبقية.
رن هاتف المنزل في تمام الساعة 12:30 مما أيقظ جيني فذهبت إلى الطابق السفلي للإجابة عليه. كانت المتصلة امرأة لم تتعرف جيني على صوتها وتسألها عن اسم ليس مألوف لها مع أصوات ضحك وقرع كؤوس في الخلفية ثمَ أخبرت جيني المتصلة أنها اتصلت برقمٍ خاطئ وأشارت جيني أيضاً إلى صوت ضحكة المرأة الغريبة ثم أقفلت الهاتف وعادت للنوم وبينما هي ذاهبه لاحظت أن الأنوار لا تزال مضاءة والستائر ليست مغلقة وهذان أمران عادة ما يفعلهما الأطفال عند بقائهم مستيقظين لوقت متأخر بينما ينام والديهما. نام ماريون في أريكة غرفة المعيشة لذا افترضت جيني ان الأطفال الأخرين الذين بقوا مستيقظين لوقت متأخر قد ذهبوا إلى العلية حيث ينامون ولذلك أغلقت أغلقت الستائر واطفأت الأنوار وعادت للنوم.
في 1:00 منتصف الليل. استيقظت جيني مرة أخرى عند الساعة الواحدة بعد منتصف الليل لسماعها صوت ارتطام جسم بسقف المنزل تبعه صوت تدحرج. وعادت جيني إلى النوم بعد توقف الأصوات واستيقظت مجدداً بعد نصف ساعة وهي تشم رائحة دخان، عندما نهضت مرة أخرى وجدت أن الغرفة التي وجد بها مكتب جورج تحترق بالقرب من خط الهاتف وصندوق الكهرباء. لذا أيقظت جورج وهو بدوره أيقظ ابناءه الأكبر سناً.
كلا الوالدين وأربعة من ابناؤهما – ماريون وسيليفا وجون وجورج جونيور استطاعوا الهرب من المنزل، وصرخوا بصوت عالي جداً لينذروا الأطفال الذين في العلية ولكن لم يتلقوا أي إجابة، لم يكن بإمكانهم الذهاب للأعلى لأن درج المنزل كان بالفعل مشتعلاً، قال جون سودر في أول مقابلة له مع الشرطة بعد الحريق أنه ذهب للعلية لإنذار اخوته النائمين هناك، الا أنه غير قصته فيما بعد ليقول أنه صاح عليهم فقط من هناك وأنه لم يرهم في الواقع.
كانت الجهود في إيجاد الأطفال ومساعدتهم وإنقاذهم معقدة بشكل غير متوقع إذ لم يعمل الهاتف لذا ركض ماريون إلى جارهم للاتصال على قسم الإطفاء وشاهد سائقٌ قريب من الطريق النيران أيضاً واتصل من حانة قريبة وولكن محاولاتهم بالاتصال باءت بالفشل إما لأنهم لم يتمكنوا من الوصول إلى المشغل أو لأن الهاتف هناك اتضح انه كان معطل. نجح كلاً من الجار والسائق العابر في نهاية المطاف في الاتصال بقسم الإطفاء من هاتف آخر في وسط المدينة.
تسلق جورج الجدار وهو حافي القدميين وكسر نافذة العلية مما تسبب في جرح ذراعه خلال العملية، اعتزم جورج وابناؤه استخدام السلم للوصول إلى العلية لإنقاذ بقية الأطفال الاخرين لكنه لم يكن في مكانه المعتاد أمام المنزل ولم يتمكنوا من العثور عليه في أي مكان قريب وكان برميل المياه والذي كان من الممكن استخدامه لإطفاء الحريق متجمداً أيضا ثم بعد ذلك حاول جورج سحب كلتا الشاحنتين اللتان كان يستخدمهما في أعماله إلى المنزل واستخدامهما للتسلق إلى نافذة العلية ولكن لم تشتغل أياً منهما على الرغم من انهما كانتا تعملان بشكل مثالي في اليوم السابق.
لم يكن للستة الذين تمكنوا من الهرب خيار سوى مشاهدة المنزل بقلوب محطمة وهو يحترق وينهار لل45 دقيقة القادمة، لقد ظنوا أن الخمسة الأخرين لقوا حتفهم في الحريق. لم يستجب قسم الأطفاء الذي كان يعاني من نقص في اليد العاملة بسبب الحرب والاعتماد على رجال الأطفاء الفرديين بالاتصال ببعضهم البعض الا في لاحق. من ذلك الصباح. قال الرئيس اف جي موريس في اليوم التالي أن عدم قدرته على قيادة شاحنة الإطفاء عرقلت الاستجابة التي كانت بطيئة بالفعل، الأمر الذي تطلب منه الانتظار حتى يتاح شخص ما يمكنه تولي القيادة.
 لم يكن بوسع رجال الإطفاء الذين كان من بينهم أخ جيني فعل أي شيء سوى البحث في الرماد التي خلفها الحريق في قبو منزل عائلة سودر. وفي الساعة العاشرة قال موريس لعائلة سودر أنهم لم يتمكنوا العثور على أي عظام كما كان من المتوقع حصوله لو بقي الأطفال في المنزل أثناء احتراقه. تمكن رجال الإطفاء وفقاً لبيان آخر من العثور على بضعة أجزاء من العظام والأعضاء الداخلية ولكنهم قرروا عدم إخبار العائلة. كما لاحظ متخصصي الإطفاء في عصرنا هذا أن بحث رجال الإطفاء آنذاك كان سريعاً على أفضل تقدير. ومع ذلك اعتقد موريس أن الأطفال الخمسة المفقودين لقوا حفتهم في الحريق مشيراً إلى أن الحرارة كانت عالية بما يكفي لحرق أجسادهم كلياً.

## التداعيات
أخبر الرئيس جورج أن عليه أن عليه ترك موقع الحادثة كما هو حتى يتمكن الجملة حتى يتمكن مكتب مارشال الولاية من إجراء المزيد من التحقيقات ولكن بعد أربعة لم يتمكن جورج وزوجته من تحمل المنظر لذا قام جورج بجرف خمسة أقدام من التراب إلى الموقع بنية تحويل المكان إلى حديقة نصب تذكاري للأطفال المفقودين. أجرى لطبيب الشرعي المحلي تحقيقاً في اليوم التالي حيث اعتبر أن الحريق كان بسبب «خلل في الاسلاك الكهربائية» وكان من بين هيئة المحلفين الرجل الذي هدد جورج بقوله أن منزله سيحترق وان أطفاله «سيتدمرون» انتقاماً لملاحظاته ضد موسوليني.
صدرتشهادات الوفاة للأطفال الخمسة في 30 من شهر ديسمبر، وناقضت الصحيفة المحلية نفسها بقولها انه تم العثور على جميع الجثث ولكن لاحقاً في نفس القصة قالوا انهم عثروا فقط على جزء من جثة واحدة، لم يتمكنا جورج وزوجته جيني من حضور الجنازة في الثاني من يناير عام 1946 بسبب حزنهم الشديد على الرغم من حضور ابنائهم الناجين للجنازة.

## تساؤلات عائلية حول البيان الرسمي
وبعد فترة وجيزة بينما بدأوا في إعادة بناء حياتهم، بدأت عائلة سودر في التشكيك بشأن جميع النتائج الرسمية حول الحريق، تساءلوا إذا كان الحريق بسبب مشكلة في الكهرباء إذاً لما بقيت أضواء عيد الميلاد الخاصة بالعائلة مضاءة خلال مراحل الحريق الأولى عندما كان من المفترض أن تنقطع الكهرباء، ثم وجدوا السلم الذي كان مفقوداً من جانب المنزل ليلة الحريق في أسفل الجسر الذي يبعد 75 قدمًا (23 مترًا).
أخبر مصلح الهاتف جورج ان خط هاتف المنزل لم يحترق أثناء الحريق كما كانوا يعتقدون في البداية انما قطع خط الهاتف شخص ما كان مستعد وقادر على تسلق 14 قدم للوصول إلى العامود، رأى الجيران في وقت الحريق رجل ما كان يسرق مجموعة من الحبال والبكرات لرفع الأثقال من ممتلكات عائلة سودر وتعرفت عليه الشرطة والقت القبض عليه ثم اعترف بجريمته وادعى انه هو من قطع خط الهاتف معتقداً انه سلك الكهرباء ونفى وجود أي علاقة تربطه بالحريق ومع ذلك لم يكن هناك أي سجلات تتعرف عليه ولم يشرح ابداً لما أراد قطع أي خطوط امدادات إلى عائلة سودر بينما كان يسرق مجموعة من الحبال والبكرات منهم، قالت جيني في عام 1968 انه لو قطع سلك الكهرباء لما استطاعت هي وزوجها وأطفالهم الأربعة الآخرين الخروج من المنزل.
واجهت جيني أيضاً صعوبة في تقبل اعتقاد موريس ان جميع جثث الأطفال قد احترقت بالكامل في الحريق حيث وجدت العديد من المعدات المنزلية في الرماد والتي لاتزال يمكن التعرف عليها جنباً إلى جنب مع بقايا سقف الصفيح وقارنت جيني نتائج حريق المنزل بقصة قرأت عنها في صحيفة عن عن حالة مشابهة لحريق منزل قتل عائلة مكونة من 7 أفراد وأفادت التقارير بأن تم العثور على بقايا هياكل عظمية لجميع الضحايا في تلك القضية لذا أحرقت جيني أكوام صغيره من عظام الحيوانات لرؤية ما إذا كانت ستحترق تماماً وكانت النتيجة لم تحترق أي من العظام ثم اتصلت على موظف في المحرقة المحلية والذي أخبرها ان عظام الإنسان تبقى حتى بعد حرق الجثث لمدة ساعتين عند درجة حرارة 2000 فهرنهايت (1090 درجة مئوية) والتي هي أطول وأكثر حرارة من حريق المنزل.
كما تم وضع فشل تشغيل الشاحنات بعين الاعتبار، حيث اعتقد جورج انه تم العبث بها ربما من نفس الشخص الذي سرق الحبال والبكرات وقطع خط الهاتف لكن أخبر زوج ابنة جورج صحيفة تشارلستون جازيت-ميل في 2013 انه يعتقد أن ما سبب تعطل الشاحنات هو أن جورج. وابناءه غمروا المحرك بالماء بينما هم في عجلة من أمرهم لتشغيل الشاحنات.
أشارت بعض الروايات إلى الرقم الخاطئ الذي اتصل على منزل سودر ليلة الحريق انه قد يكون مرتبط بالحريق وباختفاء الأطفال، لكن وجد المحققون لاحقا مكان المرأة التي أجرت تلك المكالمة وأكدت أنها اخطأت بالرقم.

## التطورات اللاحقة
مع اقتراب الربيع قامت عائلة سودر بزراعة الزهور في التربة المجرفة حول المنزل مثلما قالوا، واعتنت بها جيني بحرص شديد لما ما تبقى من حياتها، الا انه عززت تطورات مستجدة في أوائل عام 1946 اعتقادات العائلة ان الأطفال الذين كانوا يخلدون ذكراهم قد يكونون في الواقع على قيد الحياة في مكان ما.
كان هناك دليل والذي دعم اعتقاد العائلة ان الحريق لم يبدأ بسبب عطل في النظام الكهربائي وإنما كان حادث متعمد، وقال سائق حافلة أنه رأى بعض الأشخاص يرمون كرات من النار على المنزل عندما مر من مدينة فايتفيل في ليلة عيد الميلاد وبعد بضعة شهور عندما ذاب الثلج وجدت سيليفا شيئاً صغيرًا صلبًا داكنًا أخضر اللون في الاغصان القريبة، قال جورج مشيراً إلى رواية زوجته عن سماعها لصوت صاخب في السطح قبل الحريق انها كانت تشبه القنبلة اليدوية أو أي جهاز حارق يُستخدم في الحروب، وادعت العائلة لاحقا ان الحريق قد بدأ من السطح وهذا ما ناقض استنتاج دائرة الأطفاء على الرغم من انه لم يكن هناك أي طريقة لإثبات ذلك.
زعم شهود آخرون انهم شاهدوا الأطفال أنفسهم، قالت امرأة كانت تشاهد الحريق من الطريق انها رأت بعضاً منهم يركبون مع سيارة مارة بينما كان المنزل يحترق وقالت امرأة أخرى انها قدمت لهم الإفطار في صباح اليوم التالي في استراحة بين مدينة فايتفيل وتشارلستون وأشارت أيضا إلى وجود سيارة بلوحة ترخيص فلوريدا في موقف السيارات.
عينت عائلة سودر محققاً خاصاً يدعى تينسلي من مدينة غاولي بريدج المجاورة للنظر في القضية، علم المحقق تينسلي ان رجل مبيعات التأمين الذي هددهم بحريق قبل سنة بسبب تصريحات جورج عن موسوليني كان من ضمن هيئة المحلفين الذين حكموا أن الحريق كان حادثة وقال هذا لعائلة سودر، وعلم المحقق تينسلي أيضاً عن شائعة في مدينة فايتفيل انه على الرغم من التقرير إلا أنه لم يتم العثور على أي بقايا جثث في الرماد الا انه قد وجد موريس قلباً والذي وضعه لاحقا في صندوق معدني ودفنه سراً.
على ما يبدو قد اعترف موريس بهذا إلى وزير محلي والذي أكد هذا لجورج. ذهبا جورج والمحقق تينسلي إلى موريس وواجهاه بهذا الخبر، وافق موريس على أن يريهم أين دفن القلب ومن ثم قاما الاثنان بالحفر وأخذا ما قاما بإيجاده داخل الصندوق إلى متعهد جنازات محلي، والذي اخبرهم بعد القيام بالفحص انه في الواقع لحم كبد بقر طازجة جدا والتي لم تتعرض للنار. انتشرت لاحقا المزيد من الشائعات حول فايتفيل بعد أن اعترف موريس لاحقا ان الصندوق الذي يحمل الكبد لم يأتي بالفعل من مكان الحريق، بل وضعها موريس هناك بافتراض ان تجدها عائلة سودر وان يكونوا مقتنعين أن أطفالهم المفقودين قد ماتوا بالفعل في الحريق.

## التنقيبات عام 1949
لم ينتظر جورج وصول تقارير المشاهدات بل كان يصنعها بنفسه في بعض الأحيان بعد رؤية صورة فتاة في مجلة عن راقصات الباليه الصغار في نيويورك والتي كانت تشبه ابنته المفقودة بيتي، لذا قاد جورج إلى مدرسة الفتاة حيث رُفضت طلباته المتكررة لرؤية الفتاة بنفسه.
حاول جورج أيضاً إثارة اهتمام مكتب التحقيقات الفيدرالي للتحقيق فيما اعتبره اختطافاً، واستجاب المدير اديقار هوفر إلى رسائله شخصياً وكتب له «على الرغم من إني أود ان أكون في الخدمة الا ان يتضح ان المسألة المتعلقة ذات طابع محلي ولا تدخل ضمن اختصاص التحقيق في هذا المكتب» واضاف قائلاً «لو طلبت السلطات المحلية إلى مساعدة المكتب فأنني بالتأكيد سأوجه العملاء للمساعدة ولكن شرطة فايتفيل ومراكز الإطفاء رفضوا القيام بذلك».
في أغسطس 1949 استطاع جورج إقناع اوسكار هنتر أخصائي علم الأمراض في واشنطن بالإشراف على بحث جديد في التراب المحيط بموقع المنزل، وبعد بحث دقيقٍ جداً تم العثور على تحف بما في ذلك قاموس كان ملك للأطفال وبعض العملات المعدنية، واُستخرجت عدة شظايا عظمية صغيره والتي تبينت أنها فقرات بشرية.
اُرسلت بقايا العظام إلى مارشال تي. نيومان وهو متخصص في مؤسسة سميثسونيان وأكدوا انهافقرات قطنية وأن جميعها تنتمي لشخص واحد، قال تقرير نورمان " بما ان الموجات المستعرضة اندمجت فأن كان من المفترض أن يكون عمر هذا الفرد عند وفاته 16 أو 17 عاماً والحد الأعلى وأما الحد الأعلى للعمر فينبغي أن لا يتجاوز 22 عاماً نظراً لكون مراكز الفقرات الصدرية والتي عادةً ما تندمج في سن ال23 لازالت غير مندمجة، وبالتالي بالنظر للفئة للعمرية فأن من غير المرجح ان تكون هذه العظام لأي من الأطفال الخمسة المفقودين، بما ان (ماوريس) الأكبر كان في عمر الرابعة عشر في ذلك الوقت (على الرغم من انه خصص في التقرير ان فقرات فتى في مثل عمره تكون متقدمة كفاية في بعض الأوقات للظهور في المستوى الأدنى من النطاق).
وأضاف نيومان ان العظام لم تظهر على العظام أي علامات تدل على تعرضها للنار، وعلاوة لذلك اتفق نيومان انه من الغريب جداً ان تكون تلك العظام هي الوحيدة التي تم العثور عليها مع الوضع بعين الاعتبار أن حريق في منزل خشبي استمر لمدة قصيرة كان من المفترض أن يترك خلفه الهياكل العظمية لجميع الأطفال. لخص التقرير ان الفقرات العظمية من المحتمل انها اتت من التراب الذي جرفته عائلة سودر للموقع، لاحقاً اكد تينسلي ان شظايا العظام أتت من مقبره في منطقة Mount Hope المجاورة لكنه لم يستطع تفسير لما أُخذت من هناك أو كيف وصلت إلى موقع الحريق، اعادتهم مؤسسة سميثسونيان إلى عائلة سودر في سبتمبر 1949م، وفقاً لسجلاتهم موقعهم الحالي غير معروف.
جذب التحقيق ونتائجه اهتماماً وطنياً وعقدت الهيئة التشريعية في ولاية ويست فيرجينيا جلستي استماع حول القضية في 1950م، ولكن بعد ذلك قال حاكم الولاية أوكي إل باتيسون ومدير الشرطة بالولاية بورشيت إلى عائلة سودر ان القضية كانت «ميؤوس منها» وأغلقوا القضية على مستوى الولاية، قرر مكتب التحقيقات الفيدرالي ان لديه الاختصاص كاختطاف محتمل بين الدول ولكن أسقطوا القضية بعد قضاء عامين في اتباع أدلة غير مجدية.

## مواصلة تحقيقات الأسرة
مع نهاية الجهود الرسمية لحل القضية لم تتخلى عائلة سودر عن الامل لذا طبعوا منشورات بصور الأطفال عارضين جائزة قدرها خمسة الآف دولار (تضاعفت لاحقاً) لمن يدلي بمعلومات قد تغلق ملف القضية ولو لواحد منهم، في عام 1952 وضعوا لافتة إعلانية كبيرة في موقع المنزل ولافتة أخرى بنفس المعلومات على امتداد طريق رقم 60 بجانب مدينة أنستيد والتي أصبحت مع مرور الوقت معلماً بارزاً لحركة المرور عبر مدينة فايتيفيل في طريق رقم 19 (طريق رقم 16 في يومنا الحالي).
وسرعان ما جلبت جهودهم تقريراً أخراً عن رؤية الأطفال بعد الحريق، ادعت إيدا كروتشفيلد وهي امرأة تدير فندقاً انها شاهدت الأطفال بعد أسبوع تقريباً من الحادث قائلة في تقريرها انها لا تتذكر التاريخ المحدد، لكن جاءوا الأطفال في حوالي منتصف الليل مع رجلين وامرأتين وظنوا انهم من أصل إيطالي. ذكرت ايدا أن أحد الرجلين نظر إليها بشيء من العدوانية عندما حاولت التحدث مع الأطفال ثم استدار وبدأ بالتحدث بسرعة باللغة الإيطالية وفوراً توقف الحزب بأكمله عن التحدث اليها وذكرت ايدا انهم غادروا مبكرا في صباح اليوم التالي، ولكن لا يعتقد المحققين في عصرنا هذا أن قصتها تتسم بالمصداقية حيث انها لم ترَ صوراً للأطفال لأول مرة الا بعد عامين من الحريق وهذا يكون بعد خمسة سنوات من تقدمهاً للشهادة.
تتبع جورج الأدلة بنفسه لذا كان يسافر للمناطق التي جاءت منها الأدلة، وادعت امرأة في منطقة سانت لويس ان مارثا محتجزة في دير للراهبات هناك وادعى أحد المترددين للحانة انه سمع شخصين يلقون أقوالاً تجرمهم عن حريق حدث في عشية عيد الميلاد في ولاية ويست فيرجينيا قبل عدة سنوات لكن لم يثبت أي من هذا ان له اهمية، عندما سمع جورج لاحقا ان قريب من جيني في فلوريدا كان لديه أطفال يبدون مشابهين لأطفاله كان على القريب ان يثبت ان الأطفال كانوا اطفاله قبل ان يقتنع جورج.
في عام 1967، ذهبت عائلة سودر إلى منطقة هيوستن للتحقيق عن دليل آخر إذ أرسلت لهم امرأة هناك رسالة تقول فيها ان ابنهم لويس كشف عن هويته الحقيقية اليها في إحدى الليالي عندما كان ثمل جداً، تؤمن ان كلا من لويس وموريس كانا يعيشان في مكان ما في تكساس لكن لم يتمكنا عائلة سودر وزوج ابنتهما جروفر باكستون من الحديث مع المرآة، استطاعت الشرطة هناك مساعدتهما في العثور على الرجلين الذين ذكرتهم المرأة لكن نكرا انهما الأبناء المفقودان. قال باكستون بعد عدة سنين ان الشكوك حول هذا الإنكار بقيت في ذهن عائلة سودر لبقية حياتهم.

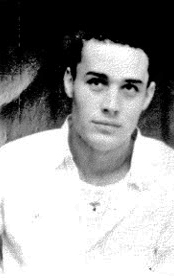
الصورة التي تلقتها العائلة في عام 1967
والتي يعتقدون انها صورة لويس وهو كبير

تلقت عائلة سودر رسالة أُخرى في ذلك العام والتي اعتقدوا انها الدليل الأكثر مصادقيه ان على الاقل لويس لايزال حيً، في يوماً ما وجدت جيني رسالة في البريد موجهة اليها وعليها ختم وسط مدينة كنتاكي بدون عنوان المرسل وكان بداخل الرسالة صورة لشاب يبلغ حوالي الثلاثين بملامح تشبه إلى حد كبير لويس والذي كان سيكون في الثلاثينات من عمره لو كان قد نجى من الحريق، وكان مكتوب في الخلف:

لويس سودر 
  انا أحب أخي فرانكي
 الاولاد ايل
35 أو A90132
لذا عينوا محققاً خاصاً آخراً للذهاب إلى وسط المدينة والنظر في الرسالة لكنه لم يقدم أبداً تقريراً للعائلة ولم يتمكنوا من تحديد مكانه بعد ذلك، لكن مع ذلك أعطتهم تلك الصورة الأمل وأضافوها إلى اللوحة الإعلانية الكبيرة (تاركين وسط المدينة وأي معلومات منشورة خارج الموضوع (خوفاً من أن يلحق ذلك الضرر بلويس) واضافوها إلى مدفأتهم.
اعترف جورج إلى صحيفة «تشارلستون جازيت-ميل» في أواخر العام المقبل بأن قلة المعلومات كان مثل الضرب في حائط صخري وان لا يمكنهم الذهاب أبعد من ذلك ولكنه مع ذلك أقسم بالاستمرار بالتحقيق وقال في مقابلة أخرى في ذلك الوقت ان الوقت ينفذ منهم ولكنهم يريدون فقط المعرفة ان كانوا قد ماتوا بالفعل في الحريق فهم يريدون الاقتناع بذلك والا فأنهم يريدون معرفة ما حدث لهم بالضبط.
توفى جورج في عام 1969م، واستمرت جيني وأطفالها الباقين على قيد الحياة بالبحث عن إجابات لأسئلتهم حول مصير الأطفال المفقودين باستثناء الابن جون والذي لم يتحدث ابداً عن ليلة الحريق الا انه يقول ان يجب على العائلة ان تتقبل الأمر وتواصل حياتها، بعد وفاة جورج مكثت جيني في منزل العائلة ووضعت سياجاً حول المنزل وأضافت غرفاً إضافية كما إرتدت جيني الأسود حداداً لما حدث لبقية حياتها واعتنت بالحديقة في موقع المنزل السابق وبعد وفاة جيني في عام 1989م أزالت العائلة اخيراً اللوحة الإعلانية التي تآكلت وتغير شكلها بسبب العوامل الجوية.
استمروا أبناء عائلة سودر الناجين مع أطفالهم بنشر القضية والتحقيق بالأدلة واستنتجوا نظرية مع كبار السن من سكان فايتفيل ان المافيا الصقلية حاولت ابتزاز الاموال من جورج سودر وان شخص ما كان يعلم عن خطة الحريق بالفعل قد أخذ الأطفال وقال لهم انهم سيكونون بأمان إذا غادروا المنزل، ومن المحتمل انه تمت إعادتهم إلى إيطاليا وتعتقد الأسرة انه إذا كان الأطفال على قيد الحياة طوال تلك السنين وكانوا يعلمون ان آبائهم وأشقائهم قد نجوا أيضا فربما قد تجنبوا الاتصال بهم من أجل إبقائهم بعيداً من الأذى.
اعتباراً من 2015، أصبحت سيلفيا سودر أصغر فرد في العائلة الوحيدة التي لاتزال على قيد الحياة من بين الأطفال الناجين والذين كانوا في المنزل ليلة الحريق، ذكرت سيلفيا أقدم ذكرياتها إلى صحيفة «غازيت-ميل» في عام 2013م قائلة «لقد كنت آخر من خرج من المنزل من بين أشقائي» وذكرت أيضاً انه غالباً ما يبقيان هي ووالدها لوقت متأخر ويتحدثان عن ما كان يمكن ان يحدث وذكرت أيضاَ انها شهدت حزنهم لفترة طويلة وانها لاتزال تعتقد ان أشقائها نجوا تلك الليلة وانها تساعد مع الجهود المبذولة لتجدهم وتنشر القضية، وقالت ابنة سيلفيا في عام 2005 انها وعدت جدها وجدتها بأنها لن تسمح للقصة بأن تندثر وستفعل كل ما بوسعها.اعتبارًا من 2015
في القرن الواحد والعشرون تضمنت هذه الجهود منتديات عبر الإنترنت مثل websleuths.com بالإضافة إلى التغطية الاعلامية وقد أدت الزيادة الأخيرة إلى قيام بعض الذين درسوا القضية بالاعتقاد ان الأطفال في الواقع قد ماتوا في عام 1945م ويعتقد جورج براق وهو كاتب محلي قام بالكتابة عن القضية في كتابه «جرائم غرب فيرجينيا غير المحلولة» عام 2012م ان جون سودر كان يقول الحقيقة في تقريره الأصلي عندما قال انه حاول جسدياً إيقاظ أشقائه قبل الفرار من المنزل ولكن يعتقد جورج براق ان ذلك الاستنتاج قد لا يكون صحيحاً قائلاً «يقول لك المنطق انهم على الأرجح احترقوا في الحريق ولكن لا يمكنك دائما الذهاب مع المنطق».
كما تعتقد ستايسي هورن التي أجرت دراسة عن القضية لأجل الإذاعة الوطنية العامة في الذكرى الستين تقريباً لتأسسيها ان موت الأطفال في الحريق هو أكثر حلاً معقولاً ولكن في منشور معاصر على مدونتها اضطرت إلى تغيير قصتها في ذلك الوقت وذكرت فيه انها لاحظت ان الحريق استمر بالدخان طوال الليل بعدما انهار المنزل وان ساعتين لم تكن كافيه للبحث في الرماد بكل دقة، وحتى لو كان هناك وقتاً كافياً فقد لا يعرف رجال الإطفاء ما الذي يبحثون عنه تحديداً كما قالت ستايسي انه ومع ذلك هناك ما يكفي من الغرابة الحقيقية حول هذا الأمر بأكمله وانها لن تنصدم إذا علمت يوماً ما ان الأطفال لم يموتوا في الحريق.

## انظر ايضاً
<grammarly-btn>
</grammarly-btn>
- Beaumont children disappearance, in Adelaide, Australia, 1966.
- List of people who disappeared mysteriously

<grammarly-btn>
</grammarly-btn>

## روابط خارجية
<grammarly-btn>
</grammarly-btn>